# Henry Appenzeller

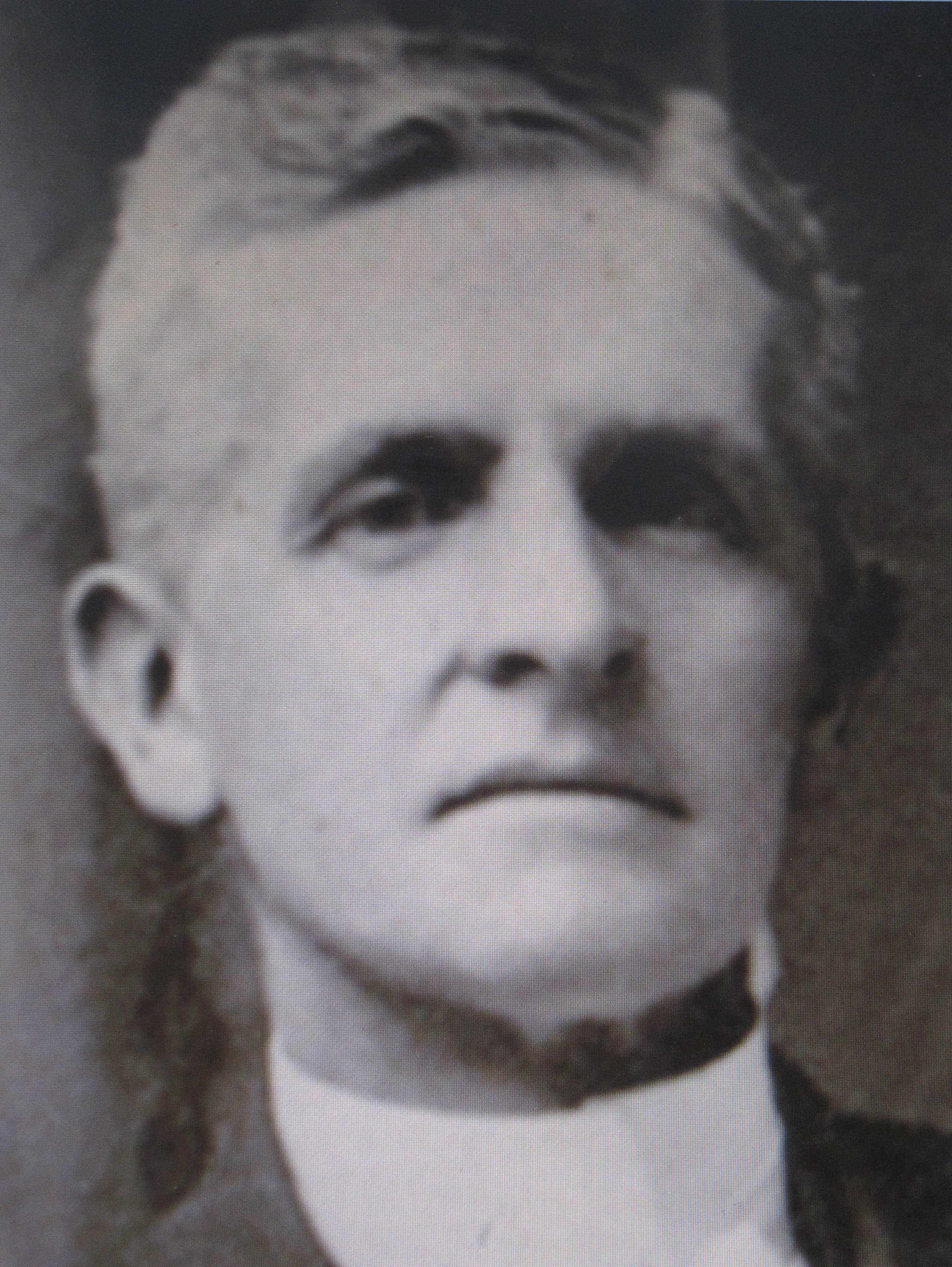
Henry Appenzeller

Rev. Henry Gerhard Appenzeller (6 de febrer de 1858-11 de juny de 1902) fou un missioner metodista i un dels dos missioners americans (l'altre és Horace Newton Allen) que introduïren el Protestantisme Cristià into Corea en 1885.
Va nàixer en Souderton (Pennsylvania), en 1858. Es graduà al Franklin and Marshall College en 1882, i després va atendre al Seminari Teològic de Drew. Fou manat al ministeri, i se li anomenà com a missioner en Corea en San Francisco el 1885.
Appenzeller arribà a Corea el 5 d'abril 1885. El nadiu de Pennsylvania native establí l'església metodista en Corea i viatjà pel país parlant del Gospel de Jesus. Fundà el Pai Chai Hak Dang, la primera escola moderna d'estil occidental a Corea i la predecessora de l'actual Universitat Pai Chai. També participà amb altres missioners en la traducció de la Bíblia al coreà.